# Wardyń
Wardyń (deutsch Wardin) ist ein Dorf im Verwaltungsbezirk  Gmina Choszczno der polnischen Woiwodschaft Westpommern.

## Geographische Lage
Der Ort liegt in der Neumark, etwa sieben Kilometer östlich der Stadt Choszczno (Arnswalde) und 68 Kilometer südöstlich der regionalen Metropole Stettin (Szczecin).

## Geschichte
In Wardin befand sich früher neben dem Dorf ein Rittergut. Um 1450 hatte sich das Gut im Besitz der in Brandenburg alteingesessenen Familie Beneckendorff befunden.
Im Jahr 1879 besaß ein Herr von Klot-Trautvetter das damals 747 Hektar große Rittergut Wardin.
Die Region wurde nach Ende des Zweiten Weltkriegs unter polnische Verwaltung gestellt und daraufhin de facto in den polnischen Staat integriert.